# 妙音通車站
妙音通車站（日语：／ Myōondōri eki */?）是位於名古屋市瑞穗區妙音通三丁目，為名古屋市營地下鐵名城線的車站之一。車站編號為M24。

## 結構
本站為2面2線側式月台之地下車站。

### 月台配置
| 月台 | 路線   | 方向 | 目的地           |
| ---- | ------ | ---- | ---------------- |
| 1    | 名城線 | 左環 | 新瑞橋、八事方向 |
| 2    | 名城線 | 右環 | 金山、榮方向     |

## 相鄰車站
名古屋市營地下鐵
 名城線
新瑞橋（M23）－妙音通（M24）－堀田（M25）

## 外部連結
- 妙音通 - 名古屋市交通局（日語）